# Mossblown
Mossblown är en by i South Ayrshire i Skottland. Byn är belägen 98,8 km 
från Edinburgh. Orten har 2 170 invånare (2016).